# Socijaldemokratski Sojuz na Makedonija
Socijaldemokratski Sojuz na Makedonija, SDSM (makedonsky Социјалдемократски сојуз на Македонија, Sociálně demokratická unie Makedonie) je politická strana v Severní Makedonii. Sociálně demokratická unie Makedonie je středo levicová strana se sociálnědemokratickou ideologií.

## Historie
Tato druhá největší strana v Severní Makedonii vznikla na kongresu v roce 1991, jako nástupce makedonské Komunistické strany. Ve stejném roce došlo k nahrazení původní komunistické ideologie sociálnědemokratickou. SDSM dnešního dne se účastnila všech voleb od nezávislosti Severní Makedonie.
V období 1992 – 1998 měli společně s koaličními partnery většinu mandátů v parlamentu. Díky čemuž tato koalice  setrvala v čele s Brankem Crvenkovskim až do roku 1998, kdy se konají volby. V těchto získávají pouze 27 mandátů a k moci se dostává pravicová a nacionalistická VMRO. SDSM byla  největší opoziční strana až do roku 2002, kdy společně se svými koaličními partnery získala 60 mandátů a vládnou společně až do následujících parlamentních voleb v roce 2006. V těch získává pouze 32 mandátů a zůstává v opozici. Obdobně si vede i v předčasných volbách v roce  2008 i v roce 2011 a i nadále zůstává v opozici.
Od transformace strany z komunistické na SDSM až do roku 2004 vedl stranu Branko Crvenkovski, který právě v roce 2004 vyhrál prezidentské volby a stal se prezidentem Severní Makedonie. Novým předsedou strany byl zvolen na mimořádném kongresu v roce 2004 Vlado Buckovski, který setrval v této pozici až do roku 2006, kdy strana prohrála volby. V návaznosti na prohrané volby nedokázal získat důvěru na mimořádném kongresu v roce 2006 a nahradila ho Radmila Sekerinská. Ta nesetrvala v této pozici o moc déle a v 2008 na svou funkci rezignuje v reakci na prohrané předčasné parlamentní volby. V září 2008 byl zvolen předseda strany Zoran Zaev. Toho nahrazuje po skončení prezidentského mandátu Branko Crvenkovski, který v pozici předsedy strany zůstává do roku 2013, kdy odstoupil. Zoran Zaev byl znovu zvolen a zůstává v čele strany až dosud.
Strana je v opozici i na místní úrovni. V posledních komunálních volbách v roce 2013, SDSM vyhrála volby pouze ve 4 z 80 obcí v země.Vznikla jako následnická strana makedonské Komunistické strany.
SDSM je členem Socialistické internacionály a přidruženou stranou Strany evropských socialistů. V makedonských parlamentních volbách v roce 2006 skončila druhá za VMRO-DPMNE a je hlavní opoziční stranou. Současný předseda je od roku 2013 Zoran Zaev. Členem SDSM je i bývalý makedonský prezident Branko Crvenkovski.